# O,O-dimethyldithiofosforzuur
O,O-dimethyldithiofosforzuur is een organofosforverbinding uit de groep van de thiofosfaatesters, esters van thiofosforzuur. Het is een dialkyl-ester met als alkylgroepen twee methylgroepen.

## Synthese
O,O-dimethyldithiofosforzuur wordt bereid door de reactie van methanol met fosforpentasulfide, met vrijzetting van waterstofsulfide.

## Toepassingen
O,O-dimethyldithiofosforzuur wordt vrijwel uitsluitend gebruikt voor de synthese van malathion en van insecticiden uit de thiofosfaatgroep, zoals azinfos-methyl, fosmet, dimethoaat, formothion en methidathion. Het is een metaboliet van deze pesticiden die in de urine wordt uitgescheiden, en de analyse van dialkyl(thio)fosfaten in de urine kan gebruikt worden om de blootstelling van personen aan organofosfaat-bestrijdingsmiddelen op te volgen.
Metaalzouten ervan, bijvoorbeeld zink- of looddimethyldithiofosfaat, werden gebruikt als additief in smeerolie.